# Tillandsia xiphioides
Tillandsia xiphioides là một loài thuộc chi Tillandsia. Đây là loài bản địa của Bolivia và Brasil.

## Giống
- Tillandsia 'Folly'
- Tillandsia 'Mystic Trumpet'
- Tillandsia 'Mystic Trumpet Peach'
- Tillandsia 'Mystic Trumpet Pink'